# Flykten från helvetet
Flykten från helvetet (originaltitel: Suspiria) är en italiensk skräckfilm från 1977 av Dario Argento, baserad på en bok av Thomas de Quincey.

## Handling
En regnig kväll anländer amerikanskan Suzy Banyon (Jessica Harper) till Tyskland för att gå på en balettskola. Väl framme vid balettskolan hinner hon inte mer än att kliva ur taxin innan hon ser en tjej som skräckslaget och förvirrat springer därifrån – till ett närliggande lägenhetshus, där hon tillsammans med en väninna blir offer för en mycket bestialisk mördare. Det står snart klart att innanför skolans väggar förekommer onda övernaturliga krafter.

## Om filmen
Suspiria var Argentos brytning med giallo-genren och början på en trilogi filmer kallad Moderstrilogin. Den andra filmen i trilogin heter Inferno (1980) och den tredje La Terza Madre (internationell titel: Mother of Tears: The Third Mother, 2007).
Filmen uppvisar tydliga influenser från Mario Bava med sin starka färgsättning. Bakom originalmusiken står progrock-bandet Goblin, som med sina skräckatmosfäriska ljudeffekter mottagits med högsta betyg.
Filmen hade premiär den 24 juni 1978 på Victoria och Cinema i Stockholm och den var tillåten från 15 år.
Både Dario Argento själv och hans livspartner Daria Nicolodi har vid olika tillfällen tagit åt sig äran för att ha kommit på idén till filmen.
Enligt Jessica Harper spelades de flesta scenerna in utan ljud, eftersom filmen senare skulle dubbas.
En nyinspelning av filmen släpptes 2018 med titeln Suspiria.

## Rollista i urval
- Jessica Harper (italiensk dubbningsröst: Emanuela Rossi[5]) – Suzy Bannion
- Stefania Casini – Sara
- Eva Axén (italiensk dubbningsröst: Flaminia Jandolo) – Pat Hingle
- Flavio Bucci – Daniel
- Alida Valli – Miss Tanner
- Joan Bennett (italiensk dubbningsröst: Rosetta Calavetta) – Madame Blanc
- Udo Kier (italiensk dubbningsröst: Manlio De Angelis) – dr Frank Mandel
- Rudolf Schündler (italiensk dubbningsröst: Giorgio Piazza) – professor Milius
- Dario Argento – berättarröst (ej krediterad roll)